# Saison cyclonique 2022 dans l'océan Pacifique nord-est
La saison cyclonique 2022 dans l'océan Pacifique nord-est a été assez active avec dix-neuf tempêtes nommées (dont deux qui ont traversé l'Atlantique), dix ouragans et quatre ouragans majeurs. La saison a officiellement commencé le 15 mai et s'est terminée le 30 novembre. La première tempête nommée de la saison, l'ouragan Agatha, s'est formée le 28 mai et a touché terre deux jours plus tard à une force de catégorie 2 sur l'échelle Saffir-Simpson, ce qui en fait l'ouragan le plus puissant jamais enregistré à avoir touché terre au cours du mois de mai dans le Bassin du Pacifique oriental.
En juin, l'ouragan Blas et la tempête tropicale Celia ont causé de fortes pluies sur le sud-ouest du Mexique bien qu'ils soient restés au large. Le premier ouragan majeur de la saison, Bonnie, est entré dans le bassin depuis l'Atlantique sous forme de tempête tropicale le 2 juillet après avoir traversé le Nicaragua, devenant la première tempête à survivre au passage de l'Atlantique au Pacifique depuis l'ouragan Otto en 2016. En septembre, les tempêtes tropicales Javier, Lester et Madeline ont toutes provoqué des inondations sur la côte pacifique du Mexique, mais aucune n'a causé de graves dommages. L'ouragan Kay s'est également formé ce mois-là et a frappé la péninsule de Basse-Californie avant d'apporter des vents violents sur la côte ouest des États-Unis continentaux, devenant ainsi le premier ouragan du Pacifique à le faire depuis l'ouragan Nora 25 ans plus tôt.
Début octobre, l'ouragan Orlene est devenu la tempête la plus intense de la saison avant de s'affaiblir et de toucher terre au Sinaloa en tant qu'ouragan de catégorie 1, entraînant de fortes pluies et des inondations. L'ouragan Julia est devenu la deuxième tempête de la saison à traverser le bassin atlantique intacte et a touché terre au Salvador peu de temps après. Fin octobre, l'ouragan Roslyn est devenu le quatrième ouragan majeur de la saison et a été le plus puissant ouragan du Pacifique depuis l'ouragan Patricia en 2015. Au total, six tempêtes nommées ont touché terre au cours de la saison.

## Chronologie des événements
| D | T | 1 | 2 | 3 | 4 | 5 |